# Klaus Kirchgässner
Klaus Kirchgässner (* 25. Dezember 1931 in Mannheim; † 9. Juli 2011 in Konstanz) war ein deutscher angewandter Mathematiker, der sich mit Dynamischen Systemen befasste.

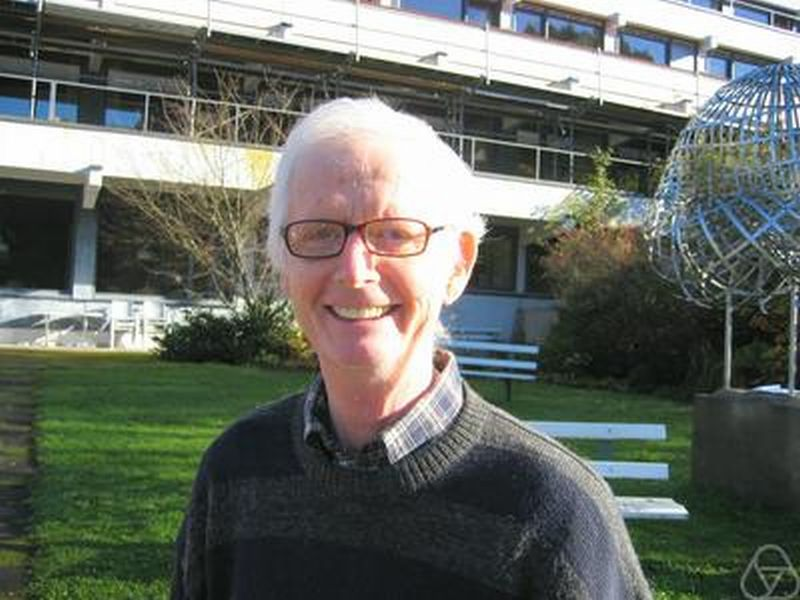
Klaus Kirchgässner, Oberwolfach 2006

Kirchgässner studierte von 1951 bis 1956 Mathematik und Physik an der Albert-Ludwigs-Universität Freiburg im Breisgau, wurde dort 1959 in Mathematik bei Henry Görtler mit der Schrift Beiträge zur hydrodynamischen Stabilitätstheorie promoviert und habilitierte sich 1966. Danach war er Professor an der Universität Bochum und ab 1972 an der Universität Stuttgart, wo er den Lehrstuhl für Angewandte Mathematik leitete und 1998 emeritierte. Auch danach blieb er wissenschaftlich aktiv.
Er befasste sich mit dynamischen Systemen, Bifurkationstheorie und hydrodynamischer Stabilität, zum Beispiel mit der Theorie der Wasserwellen. Er ist für die Methode der Reduktion auf die räumliche Zentrumsmannigfaltigkeit bekannt (spatial center manifold reduction).
Er war Mitglied der Heidelberger Akademie der Wissenschaften (1996), korrespondierendes Mitglied der Mainzer Akademie der Wissenschaften und Ehrenmitglied der International Society for the Interaction of Mechanics and Mathematics (ISIMM) und der Gesellschaft für Angewandte Mathematik und Mechanik (GAMM), deren Präsident er 1980 bis 1983 war. Bis 2001 war er Präsident der Gesellschaft für Mathematische Forschung Oberwolfach. 1987 bis 1993 war er im Senat der Deutschen Forschungsgemeinschaft. Im Jahr 1993 erhielt er den Max-Planck-Forschungspreis.